# Nebelwerfer 41 de 15 cm
El Nebelwerfer 41 de 15 cm (NbW 41 de 15 cm) era un llançacoets utilitzat per l'Alemanya Nazi durant la Segona Guerra Mundial. Va servir en les unitats de Nebeltruppen, l'equivalent alemany als Cossos d' Armes Químiqies dels Estats Units d'Amèrica. Al igual que el cos americà, que tenia la responsabilitat d'entregar armes químiques, aquestes armes també estaven equipades per a entregar projectils d'Alt Explosiu, cosa que van fer durant la Segona Guerra Mundial, al igual que les Nebeltruppen. El nom de Nebelwerfer, pot ser traduït literalment com a llança fum.
Les tropes aliades els van apodar com a Mimi Cridaner, per la Mimi Giment pel seu so distintiu.

## Desenvolupament

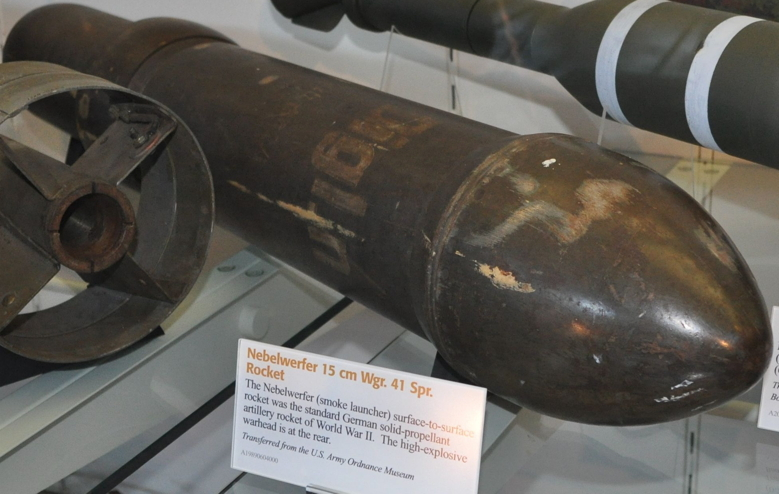
Projectil Wgr. 41 del NbW 41 de 15 cm en una exposició al Steven F. Udvar-Hazy Center

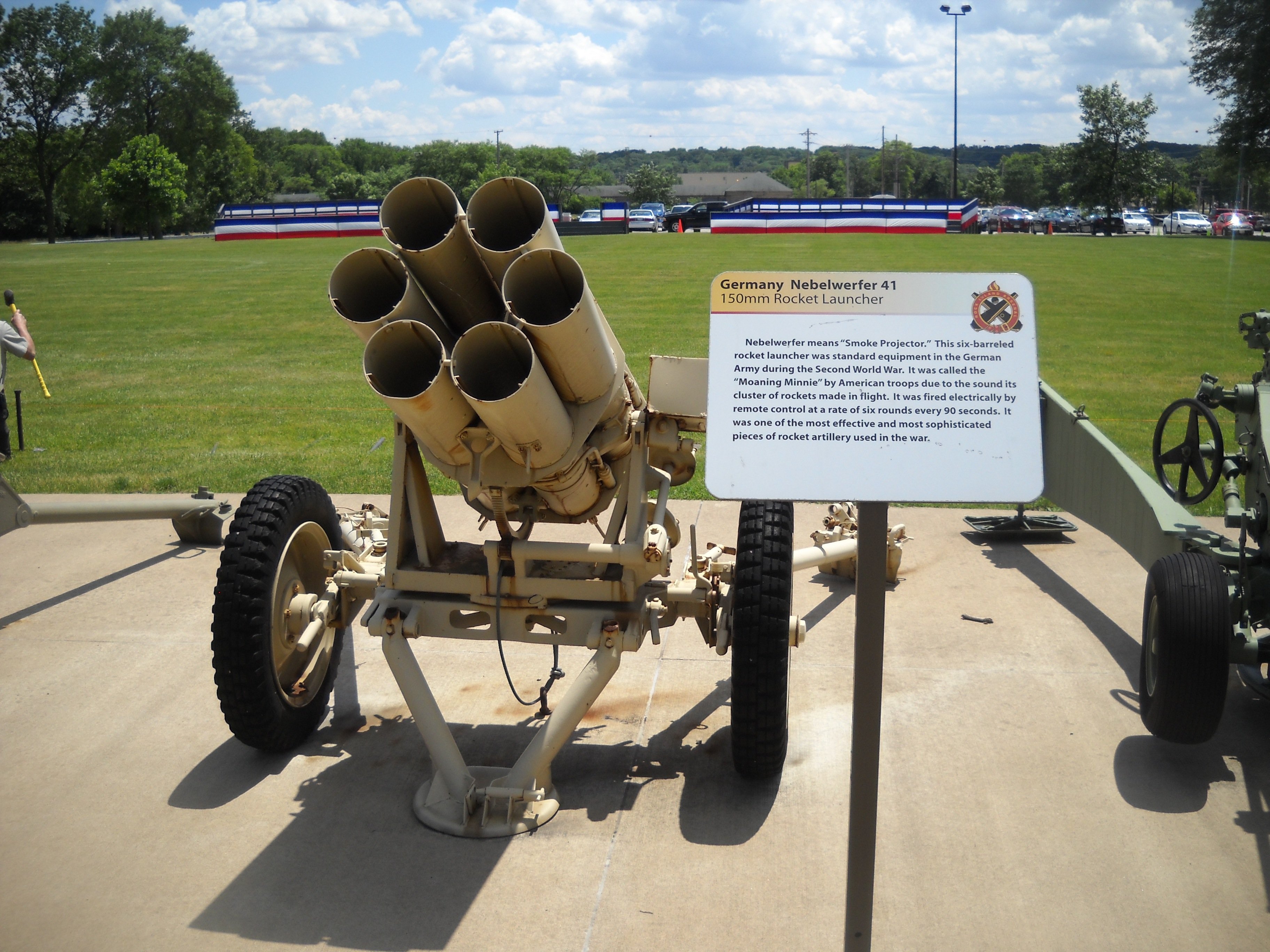
Llançacoets Nebelwerfer 41 en una exposició al museu de l'Arsenal de Rock Island, vist des de davant.

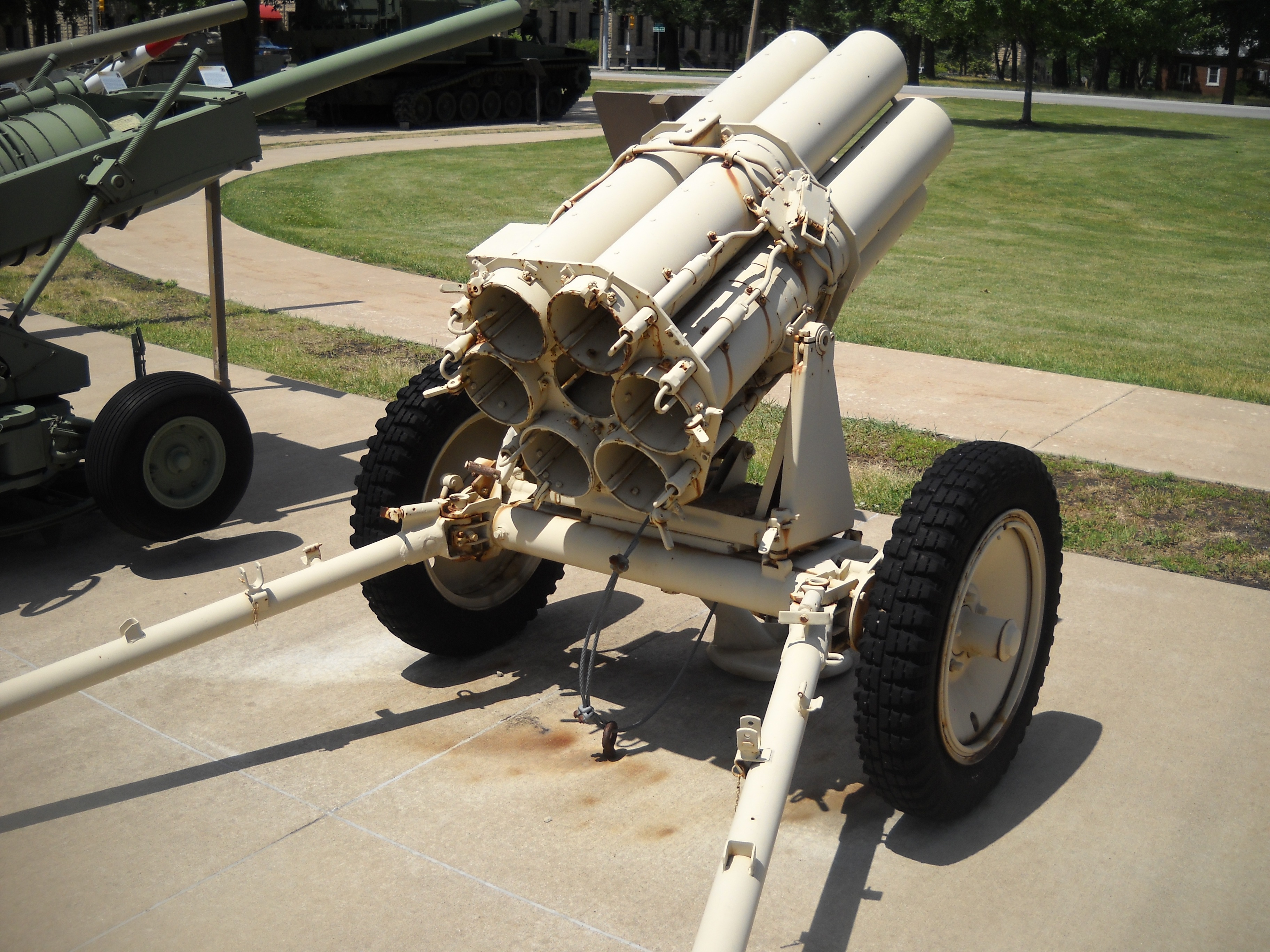
Llançacoets Nebelwerfer 41, vista des de darrera, de la obertura per a la retrocàrrega.

El desenvolupament dels llançacoets van començar durant la dècada de 1920, i van seguir durant 1930. Això va donar la oportinutat als Nebeltruppen de llançar grans quantitats de fum o gas verinós simultàniament. La primera arma en ser entregada a les tropes va ser el Nebelwerfer 41 de 15 cm en 1940, després de la batalla de França, com a llançacoets dissenyat específicament per a llançar projectils de gas, fum i Alt Explosiu. Estava, com la gran majoria de coets alemanys, estaven estabilitzats pel gir del mateix projectil. Una característica molt inusual era que el motor del coet estava al front d'aquest, i la sortida dels gasos, estava situada a dues terceres parts del cos del coet, amb l'intent d'optimitzar tota la potència del coet, i el cap explosiu encara estaria per sobre del terra que detonava. Això va provar ser molt complicat per a la seva producció, per no tindre una gran diferència amb els coets convencionals, i no va ser copiat per dissenys posteriors de coets. Estaven disparats per sis tubs muntats en un carruatge, adaptats a partir del PaK 36 de 3,7 cm, i podien disparar els projectils a una distància de 6.900 metres. Aproximadament es van produir mig milió de coets de 15 cm, i es van produir prop de 6.000 llançacoets durant tota la guerra.